# سام ألتمان
سام ألتمان (بالإنجليزية: Sam Altman) هو رائد أعمال، ومستثمر، ومبرمج، ومدوّن أمريكي، يشغل منصب الرئيس التنفيذي لشركة أوبن أيه آي (بالإنجليزية: OpenAI) وكان رئيسًا لشركة واي كومبناتور (بالإنجليزية: Y Combinator) من 2014 إلى 2019.

## نشأته وتعليمه
ولد ألتمان في شيكاغو، ونشأ في سانت لويس بولاية ميزوري لأسرة يهودية، وكانت والدته طبيبة جلد. تلقى أول جهاز كمبيوتر له في سن الثامنة. ودرس الثانوية في مدرسة جون بوروز ودرس علوم الكمبيوتر في جامعة ستانفورد حتى تركها في عام 2005. حصل على درجة فخرية من جامعة واترلو في عام 2017.

## مسيرته العملية
في 17 نوفمبر 2023 أقيل سام ألتمان من منصبه كرئيس تنفيذي لشركة "OpenAI" لكنه أُعيد بعد بضعة أيام.

## حياته
أعلن عن كونه مثلي جنسيًا عندما كان في المدرسة الثانوية بعمر السابعة عشر. وكان مرتبطًا لتسع سنوات بـ "نيك سيفو" الذي عمل معه في تأسيس شركة Loopt المتخصصة في خدمة مشاركة الموقع للهواتف المحمولة.

## وصلات خارجية
- الموقع الرسمي
- سام ألتمان على موقع IMDb (الإنجليزية)
- سام ألتمان على موقع مونزينجر (الألمانية)
- سام ألتمان على موقع قاعدة بيانات الفيلم (الإنجليزية)